# 監督 (基督教)
在基督教历史中，监督（英語：Presbyter）是指一类教会社团中的管理职务或阶级。

## 历史
在使徒時代，因為福音的擴展，信徒人數急劇加增，為了妥善照管飯食，又顧及傳福音牧養的需要，使徒揀選人來管理飯食。此時教會並無明顯階級之分，只有三個階級：使徒、長老及監督。而長老又即監督，長老是指那一個人生命的長進與老練；監督則是職務名稱，專門負責管理及牧養教會的責任，都是弟兄來擔任。
約於二世紀至二世紀末，使徒之後的時代，因為異端興起，為了防止教會分裂，將長老與監督轉變成兩種職分：長老是長老、監督是監督。在伊格那丟書信中提到：「要避免分裂，因為這是諸惡的起源。你們都當依從監督，一如耶穌基督依順父神；你們也要依從眾長老，視同眾使徒；尊重眾執事，好像上帝的命令。無論是誰，不得監督許可，不可做有關教會的事。由監督或由他所派的人主持的祝謝餐（按:紀念主的晚餐），你們當視為有效。凡監督所在之處，會眾也要到齊，正如耶穌基督所在，即大公教會所在。若非監督許可自行施浸或設愛筵是不許可的。反之，監督所贊同的，就是討上帝喜悅的，這樣凡你們所行的必定妥當有效。」這封信不僅第一次提到「大公教會」這個詞，且儼然已經把監督的地位提升為基督的代表，且一各地區只能有一位監督，漸漸形成一人治會的集權制度。
二世紀末，愛任紐為了防範諾斯底派異端入侵教會，確保教會的「大公性」——普世、合一、獨一，強調「監督職」的重要性，認為監督是使徒的繼承人，直接掌握真理，歷史又稱為「使徒統緒」，是教會唯一的真理詮釋者。到了第三世紀中葉，迦太基的居普良更認為監督就是大公教會，而「監督」就是「主教」。